# Ouro Lopé
Ouro-Lopé est un quartier de la ville de Maroua au Cameroun, situé dans l'arrondissement de Maroua III.

## Géographie
Ouro Lopé est un quartier situé à l'est de la ville de Maroua.

## Institutions

### Organisation sociale
Il n'existe pas une organisation sociale bien structurée à Ouro Lopé.

### Santé
Ouro-Lopé dispose d'un centre de santé intégré.